# Jennifer Smith (chanteuse)
Pour les articles homonymes, voir Jennifer Smith et Smith.
Jennifer Smith, née le 13 juillet 1945 à Lisbonne, est une chanteuse lyrique, soprano.
Jennifer Smith, diplômée du conservatoire de musique de Lisbonne, s'est installée à Londres pour des études à la fondation Gulbenkian.
Elle a chanté à l'opéra et en récital, entre autres avec Les Arts florissants et les English Baroque Soloists. 
C'est avec Jean-François Paillard qu'elle obtient ses grands prix du disque, dans le Te Deum de Lully et Les Indes galantes de Rameau produits pour la firme Erato.
Son répertoire s'étend de la musique baroque à la période moderne. Par sa capacité à chanter en portugais, elle est spécialiste de la musique du Portugal et du Brésil.
Elle a enseigné le chant au Royal College of Music. En raison de son nom et de sa résidence à Londres, elle est parfois considérée comme une chanteuse anglaise.

## Discographie: exemples
- Jean Baptiste Lully Grand Te Deum avec Jean-François Paillard, Erato. Grand prix du disque lyrique français.
- Gabriel Fauré : Les mélodies avec Graham Johnson en 4 CD (The complete songs, Hyperion, 2005)
- Olivier Greif : Chants de l'âme avec l'auteur au piano (Triton, 1999)
- Georg Friedrich Haendel : Il trionfo del Tempo e del Disinganno avec Les Musiciens du Louvre, dir. Marc Minkowski (Erato, 1988)
- Monteverdi : L'Orfeo avec London Baroque, dir. Charles Medlam (EMI, 1983 ou 1993)
- Henry Purcell : King Arthur avec English Baroque Soloists et Monteverdi Choir, dir. John Eliot Gardiner (Erato, 1983)
- Jean-Philippe Rameau : Les Boréades avec English Baroque Soloists et Monteverdi Choir, dir. John Eliot Gardiner (Erato, 1982)
- Jean-Philippe Rameau : Platée avec Les Musiciens du Louvre et Ensemble vocal Françoise Herr, dir. Marc Minkowski (Erato, 1990, OCLC 897741613).

## Source
- (en) Cet article est partiellement ou en totalité issu de l’article de Wikipédia en anglais intitulé « Jennifer Smith (soprano) » (voir la liste des auteurs).